# 1201

## Събития
- Цар Калоян, в съюз с Иванко, Добромир Хриз и Йоан Спиридонаки, завладява Варна и Констанция, след тридневен щурм.